# Marie-Adélaïde de Luxembourg (1924-2007)
Pour les articles homonymes, voir Marie-Adélaïde de Luxembourg (homonymie).
La princesse Marie-Adélaïde de Luxembourg, comtesse de Donnersmarck (née le 21 mai 1924 au château de Colmar-Berg et morte le 28 février 2007), est une membre de la famille grand-ducale de Luxembourg.
Elle est le troisième enfant de la grande-duchesse Charlotte de Luxembourg et du prince Félix de Bourbon-Parme. Elle est donc la sœur du grand-duc Jean et la tante de l'actuel grand-duc Henri. Elle est aussi la marraine de la princesse Maria-Esméralda de Belgique, fille du roi Léopold III et de la princesse Lilian.
Elle étudie au Luxembourg, au couvent du Sacré-Cœur de Londres et au Collège Jésus-Marie de Sillery durant son exil au Canada.
Elle épouse en 1958 le comte Carl-Josef Henckel von Donnersmarck (1928-2008), avec qui elle a quatre enfants : 
- le comte Andreas Henckel von Donnersmarck (né en 1959), épouse la princesse Johanna von Hohenberg (née en 1966) ;
- le comte Felix Henckel von Donnersmarck (1960-2007) ;
- le comte Heinrich Henckel von Donnersmarck (né en 1961), épouse Anna Maria Merckens (née en 1969) ;
- la comtesse Marie-Charlotte von Donnersmarck (née en 1965), épouse le comte Christoph von Meran (né en 1963).